# خطة العمل المناخية في ألمانيا 2050
خطة العمل المناخية في ألمانيا 2050: هي وثيقة سياسية لحماية المناخ وافقت عليها الحكومة الألمانية بتاريخ 14 نوفمبر عام 2016. تحدد الخطة تدابير تستطيع ألمانيا من خلالها تحقيق أهدافها الوطنية المختلفة في تخفيض انبعاثات غازات الاحتباس الحراري حتى عام 2050 (انظر الجدول) وخدمة التزاماتها الدولية بموجب اتفاق باريس للمناخ عام 2016. قادت الوزارة الاتحادية للبيئة وحماية الطبيعة والبناء والسلامة النووية (بي إم يو بي) تطوير الخطة بإشراف الوزيرة باربرا هيندريكس. تم تخفيف الخطة تدريجيًا بعد تسريب مسودة لأول مرة في أوائل مايو عام 2016. تشير توقعات وزارة البيئة في سبتمبر عام 2016 إلى أن ألمانيا على الأرجح لن تحقق هدفها المناخي لعام 2020.
لا ينبغي الخلط بين خطة العمل المناخية 2050 مع وثيقة سابقة هي برنامج العمل المناخي لعام 2020، كانت قد تمت الموافقة عليها في ديسمبر عام 2014 وتغطي فقط الفترة حتى عام 2020. في بداية عام 2017، تم الاتفاق على إلغاء برنامج 2020.

## الأهداف المناخية
أعلنت ألمانيا في 28 سبتمبر عام 2010 عن أهدافها الرسمية التالية لانبعاثات غازات الاحتباس الحراري.
أهداف سياسة تخفيض غازات الاحتباس الحراري في ألمانيا (مع أرقام تقريبية حقيقية لعام 2014)
| الهدف                                                                                        | 2014   | 2020 | 2030 | 2040 | 2050             |
| انبعاثات غازات الاحتباس الحراري (السنة المرجعية 1990)                                        | -27.0% | -40% | -55% | -70% | من -80% حتى -95% |
| تمثل القيمة المحددة لعام 2030 أيضًا المساهمة المحددة وطنيًا لألمانيا وفق اتفاق باريس عام 2016. |        |      |      |      |                  |

فيما يتعلق بسياسة الاتحاد الأوروبي، وافق مجلس الاتحاد الأوروبي في أكتوبر عام 2009، على أن هدف الخفض المناسب بالنسبة لأوروبا والدول النامية الأخرى كان الوصول إلى أقل من مستويات عام 1990 بنسبة 80-95% بحلول عام 2050 (متطابق مع ألمانيا). في أكتوبر عام 2014، وافق المجلس الأوروبي على هدف ملزم للاتحاد الأوروبي بخفض انبعاثات غازات الاحتباس الحراري الداخلية بنسبة 40% مما كانت عليه في عام 1990 بحلول عام 2030 (وهي نسبة أخف من نظيرتها في ألمانيا).

## برنامج العمل المناخي لعام 2020
برنامج العمل المناخي لعام 2020 هو محاولة من ألمانيا للمساعدة في تحقيق هدفها الرسمي بتخفيض انبعاثات غازات الاحتباس الحراري لعام 2020 بعد تحديد وجود «فجوة مناخية». تظهر التوقعات من عام 2013 أن ألمانيا قد لا تحقق هدفها بتخفيض الانبعاثات بنسبة 40% بل أقل منه بنسبة -7% نقطة بدون الإجراءات الإضافية. تم إصدار المسودة الأولى للبرنامج في منتصف نوفمبر من عام 2014. بقي تخفيف المساهمة الناتجة عن توليد الطاقة عن طريق الفحم موضع للجدل، لكن وزير الطاقة والاقتصاد سيغمار غابرييل (إس بّي دي) رفض خططًا عرضت في وزارته بسحب 10 غيغا وات من قدرة الفحم.
تمت الموافقة على برنامج العمل المناخي لعام 2020 في 3 ديسمبر من عام 2014. الوثيقة الرسمية له متوفرة باللغة الإنجليزية.
الجزء الأكثر أهمية في الصفقة الجديدة هو وجود تعهد بقطع انبعاثات قطاع الكهرباء بشكل كبير بحلول عام 2020. وللقيام بذلك، تقترح الحكومة وضع حد للانبعاثات من القطاع حتى 22 مليون طن بين عامي 2016 و2020 أو بمقدار 4.4 مليون طن سنويًا. بمجرد وضع حد أقصى للانبعاثات، سيُخصص لشركات الطاقة مخصصات بناءً على انبعاثاتها الحالية. إذا ما خفضت انبعاثاتها بمقدار أكبر، قد تتمكن من بيع الفائض من مخصصاتها إلى شركات أخرى. تتضمن الصفقة أيضًا إجراءات لتحسين كفاءة الطاقة وقطاع النقل. انتقدت المجموعات البيئية الصفقة لعدم خفض الاعتماد على توليد الطاقة من الفحم بما فيه الكفاية.
في ديسمبر عام 2015، ظلت الحكومة على ثقة أن هدف الانبعاثات في عام 2020 سيتحقق من خلال تدابير مضمنة في البرنامج وفي أماكن أخرى. مع ذلك، أظهر تقرير حكومي أصدر في 30 سبتمبر عام 2016 أن ألمانيا لن تحقق التزاماتها في انبعاثات غازات الاحتباس الحراري لعام 2020 إلا في إطار «السيناريو الأفضل». التقرير الذي أعد للاتحاد الأوروبي متوفر باللغة الألمانية. تشير التحليلات إلى زيادة انبعاثات الغازات الدفيئة في ألمانيا في العشرين سنة المقبلة.
يقيم تقرير برايس ووترهاوس كوبرز الصادر في نوفمبر عام 2016 التأثيرات الاقتصادية والبيئية لبرنامج العمل المناخي 2020، ويخلص إلى أن الفوائد الاقتصادية تفوق تكاليف التدابير المقترحة. بناءُ على هذا التقرير، قالت وزيرة البيئة باربرا هندريكس في بيان صحفي أن «البرنامج سيخلق 430 ألف وظيفة إضافية ويؤدي إلى زيادة في الناتج الإجمالي المحلي بنسبة 1% بحلول عام 2020.
في بداية عام 2017، وافقت الحكومة على إلغاء خطة 2020 بالكامل.

## تطوير خطة العمل المناخية 2050
إن تاريخ خطة العمل المناخية 2050 متشابك جدًا. الوزارة الاتحادية للبيئة والحفاظ على الطبيعة والبناء والسلامة النووية هي الوكالة الرائدة لهذه الخطة، تحت توجيهات وزيرة البيئة باربرا هيندريكس (الحزب الديمقراطي الاجتماعي). استخدمت عملية مشاورة عامة جديدة لجمع الأفكار من حكومات المدن والولايات، وجماعات الضغط، والمواطنين، واستخدمت هذه الأفكار في حينها للمساعدة في إنشاء النسخة الأولى. تم تسريب المسودات الداخلية للخطة ثلاث مرات إلى الإعلام في عام 2016، المرة الأولى في أوائل مايو، والثانية في أواخر يونيو، والثالثة في أوائل نوفمبر.

### اتفاقية ائتلاف: 2013
نشأت فكرة خطة العمل المناخية من اتفاقية الائتلاف بين أحزاب الاتحاد الديمقراطي المسيحي والاتحاد الاجتماعي المسيحي والحزب الديمقراطي الاجتماعي في عام 2013. صرح الاتفاق: 
نريد في ألمانيا تحديد مسار لخفض الانبعاثات مع هدف نهائي بتخفيض انبعاثات غازات الاحتباس الحراري بين 80 و95% مقارنةً بعام 1990، بحلول عام 2050. سنعزز هذا الهدف بإجراءات ملموسة، تصاغ من خلال حوار واسع النطاق (خطة العمل المناخية).

### مشاورات عامة: 25 يونيو 2015- 19 مارس 2016
بدأت مشاورات عامة مع الأطراف المعنية في 25-26 يونيو عام 2015 من خلال مؤتمر افتتاحي في برلين. صدرت ورقة مناقشة لهذه العملية بتاريخ 9 يونيو عام 2015 وهي متوفرة باللغة الإنجليزية. تضمنت عملية المشاورة سلسلة من اجتماعات الولايات (المقاطعات) والبلديات والجمعيات والمواطنين من خلال مفوضين تم اختيارهم لتمثيل هذه المجموعات المختلفة في المنتديات اللاحقة. نظم العملية معهد فوبرتال ووكالة الحوار آيفوك. تم تجميع مقترحات العمل التي تم التوصل إليها وعرضها في اجتماع في وزارة البيئة (بي إم يو بي) في 18-19 مارس من عام 2016. التقرير النهائي متوفر باللغة الألمانية. استخدمت هذه المعطيات للمساعدة في إنشاء أول مسودة لخطة العمل المناخية 2050. شرحت الحكومة الألمانية أيضًا عمليتها للمشاركة العامة في مؤتمر التغير المناخي للأمم المتحدة عام 2015 (سي أو بّي 21) بتاريخ 9 ديسمبر عام 2015. كان تصميم عملية التشاور جديدًا بالنسبة لألمانيا. يتوفر فيديو توضيحي من وزارة البيئة (بي إم يو بي).

### المسودة المسربة الأولى: أوائل مايو 2016
تم تسريب مسودة للخطة إلى وسائل الإعلام للمرة الأولى في أوائل مايو عام 2016. كانت نتيجة لتوحيد قائمة طويلة من إجراءات عملية التشاور. الخطة المسربة تضمنت مقترحات ل:
- الإصلاح الضريبي البيئي واستيعاب التكاليف البيئية
- الاستثمارات الصديقة للبيئة
- تخفيض الانبعاثات من الفحم والتخلص التدريجي من الفحم قبل عام 2050
- جعل المباني القديمة والجديدة محايدة مناخيًا (محايدة للكربون)
- رقمنة قطاع النقل وتزويده بالكهرباء
- وضع حد أدنى لسعر الكربون والاستثمارات الأكثر مراعاة للمناخ
- تخفيض عدد الحيوانات المجترة وتقليل استهلاك العامة للحوم
- استخدام الغابات كمصارف للكربون وإعادة تطبيع الأراضي المستنقعية لنفس الغرض
- التحقيق في مؤشر الرفاهية الوطنية الجديد
- تمديد الحماية المناخية إلى الخدمات العامة الإقليمية والمحلية

تقترح الخطة أيضًا إنشاء لجنة «تعددية» (بمعنى تمثيل المجموعات المتنوعة)، مكلفة بوضع خطة للتخلص التدريجي من الفحم بحلول منتصف عام 2017.
بعد تسريب الوثيقة، ازداد قلق حكومات الولايات من أنها كانت تقاد نحو تحقيق أهداف تغير المناخ التي قد تلحق الضرر باقتصاداتها الإقليمية.